# Truita de rierol
La truita de rierol o truita de font (Salvelinus fontinalis) és un peix de la família dels salmònids i una espècie forastera dins el context de la fauna dels Països Catalans.

## Morfologia
- Cos allargat i amb força escates.
- Boca gran i dents desenvolupades.
- Coloració variable.

## Alimentació
És un depredador d'aigües oligotròfiques d'origen nord-americà.

## Hàbitat
Viu en aigües dolces i fresques. És molt exigent pel que fa a la temperatura de l'aigua, però no tant amb l'oxigen dissolt, per la qual cosa desplaça fàcilment les truites autòctones dels llacs i altres recintes amb aigües embassades.

## Distribució geogràfica
És una de les espècies de pesca més reputades als Estats Units i va ésser introduïda a l'Estat espanyol a finals del segle xix. És abundant al Pirineu, especialment a Andorra. Tot i això, figura a la llista de les 100 espècies invasores més dolentes d'Europa.

## Interès gastronòmic
Té una carn molt apreciada a nivell gastronòmic.